# Wzgórze Poźrzadelskie
Wzgórze Poźrzadelskie – wzniesienie w Polsce w województwie lubuskim, w gminie Łagów.
Znajduje się na południu Łagowskiego Parku Krajobrazowego w pobliżu drogi E30. Porasta je las bukowy oraz bór sosnowy.

## Szlaki turystyczne[2]
Na szczyt wzgórza w roku 2012 utworzono ścieżkę nordic walking "Góra Poźrzadelska" o długości 3200 m. Jej początek i koniec zlokalizowany został na południowym końcu jeziora Łagowskiego. Trasa wyposażona jest w tablice informacyjne z mapami i znakami lokalizacyjnymi.
Ścieżka przyrodnicza oznakowana jest "ludzikiem" koloru zielonego. Wiata na szczycie wzgórza wyposażona została w książkę wpisową i stempel okolicznościowy. Atrakcją ścieżki jest wieża obserwacyjna nadleśnictwa Świebodzin na Wzgórzu Poźrzadelskim.
W 2012 r. przygotowano także nową drogę rowerową, również w kierunku Wzgórza Poźrzadelskiego. Długość trasy wynosi 18 km. Szlak rowerowy oznakowany jest  czerwonym znakiem rowerowym.
Szlak wiedzie spod Zamku Joannitów, nad brzegiem jeziora Trześniowskiego do Jemiołowa, dalej do Bracikowa, później prowadzi na drogę do Poźrzadła. Po przejechaniu 2 km skręca w kierunku Wzgórza Poźrzadelskiego, następnie zawraca do Łagowa.